# 新井萌心
新井 萌心（あらい もえみ、2009年12月2日 - ）は、日本の子役。クラージュキッズ所属。

## 出演作品

### テレビドラマ
- 連続ドラマW（WOWOW）
  - 名刺ゲーム（2017年）
- 三匹のおっさんスペシャル（2018年、テレビ東京）
- 記憶（2018年、フジテレビ）
- 木曜ドラマF（読売テレビ・日本テレビ）
  - 探偵が早すぎる（2018年）
  - 向かいのバズる家族（2019年）
- 火曜ドラマ（TBS）
  - 義母と娘のブルース（2018年）
- ウルトラマンタイガ（2019年、テレビ東京）
  - 第6話「円盤が来ない」 - セミ少女
  - 第11話「星の魔法が消えた午後」 - 川べりの少女
- 終着駅シリーズ 第36作「雪の蛍」（2020年、テレビ朝日） - 島村昌子（幼少期） 役
- 美食探偵 明智五郎（2020年、日本テレビ）
- 異世界居酒屋「のぶ」 第3話「オムソバ」（2020年、WOWOW） - アンゲリカ 役
- 相棒 Season19（2020年、テレビ朝日） - 花牟礼静香（幼少期） 役

### テレビ番組
※すべて日本テレビ系列
- 所さんの目がテン!
- 1周回って知らない話 - 再現VTR
- 衝撃のアノ人に会ってみた! - 再現VTR
- ザ!世界仰天ニュース - 再現VTR「声優アイコ篇」 - 神（幼少期） 役
- ザ!世界仰天ニュース - 再現VTR - 大原優乃（幼少期） 役

### 映画
- きばいやんせ!私（2019年、アイエス・フィールド） - 児島貴子（幼少期） 役
- 君は月夜に光り輝く（2019年、東宝）

### CM
- 奥村組 建設LOVE 奥村くみ篇 第3話

### MV
- HONEST BOYZ 「TOKYO DIP feat. PHARRELL WILLIAMS」（2018年）

### WEB
- 朝日新聞×宝島社 「GLOW」Aging Gracefullyプロジェクト
- オカムラ 「WorkstyleDXプロジェクト」
- ロバート秋山竜次 「クリエイターズ・ファイル」
- 警察庁 「親孝コールで詐欺ブロック!」篇